# Hugh Beaumont
Eugene Hugh Beaumont (n. 16 februarie 1909, Lawrence⁠(d), Kansas, SUA – d. 14 mai 1982, München, RFG) a fost un actor american de film, televiziune și radio.

## Biografie
Beaumont s-a născut în Lawrence, Kansas, ca fiul lui Ethel Adaline Whitney și Edward H. Beaumont . După ce a terminat studiile la Școala Baylor din Chattanooga, Tennessee, s-a înscris la Universitatea din Chattanooga, unde a practicat fotbal american. Apoi a studiat la Universitatea din California de Sud, unde a absolvit teologia în 1946. S-a căsătorit cu actrița Kathryn Adams în 1942, cu care a avut trei copii. Au divorțat în 1974.

## Filmografie (selecție)
- Apology for Murder (1945), ca Kenny Blake
- Continent pierdut (1951), ca Robert Phillips
- The Mole People (1956), ca Dr. Jud Bellamin